# تجدد الأذن الداخلية
يشير تجدُّد الأذن الداخلية إلى العملية البيولوجية التي تتكاثر من خلالها الخلايا الشعرية والخلايا الداعمة (أي خلايا هنسن وخلايا دايترز) في الأذن وتنمو من جديد بعد تلف الخلايا الشعرية. تعتمد هذه العملية على التواصل بين الخلايا الداعمة والدماغ. بسبب سهولة تأذي الخلايا الشعرية في الأذن الداخلية، يعد التجدد أمرًا بالغ الأهمية لعملها. لكن هذه العملية محدودة، ما يسهم في عدم القدرة على استعادة السمع بعد فقدانه لدى البشر والثدييات الأخرى.

## التشريح

### الخلايا الشعرية
توجد الخلايا الشعرية والخلايا الداعمة في القوقعة ضمن الأذن الداخلية. في الثدييات، توجد الخلايا الشعرية في عضو كورتي ووظيفتها تحويل الطاقة من الموجات الصوتية والحركة الجسدية إلى إشارات كهربائية. يتحقق ذلك من خلال الخلايا العصبية المندمجة مع الخلايا الشعرية والتي تنقل الإشارات إلى العصب السمعي. توجد ثلاثة صفوف من الخلايا الشعرية الخارجية وصف واحد من الخلايا الشعرية الداخلية ضمن عضو كورتي. 95% من الخلايا العصبية التي تنقل الإشارات إلى العصب السمعي متصلة بالخلايا الشعرية الداخلية، ما يجعل الخلايا الشعرية الداخلية مسؤولة بشكل أساسي عن المدخلات الحسية السمعية. في حين أن الخلايا الشعرية الداخلية هي المستقبلات الحسية، فإن الخلايا الشعرية الخارجية هي المستقبلات الصادرة وهي مهمة في ضبط المدخلات الحسية عن طريق التقلص والاسترخاء لتغيير توتر الغشاء السقفي المستند على سطح الخلايا الشعرية.

### الخلايا الداعمة
الخلايا الداعمة ضرورية للحفاظ على الخلايا الحسية للأذن الداخلية. وتوجد على السطح وبين خلايا ظهارة الأذن الداخلية، وترتبط من خلال الموصلات الفجوية. الخلايا الداعمة ضرورية للحفاظ على البنية الفيزيائية للأذن الداخلية، والحفاظ على بيئة الظهارة الحسية للأذن الداخلية. يعد الحفاظ على تركيزات شاردية ودرجة حموضة مناسبة في ظهارة الأذن الداخلية أمرًا مهمًا للخلايا الشعرية لقدح كمونات الفعل ونقل الإشارات إلى الدماغ. الخلايا الداعمة مسؤولة أيضًا عن التخلص من الخلايا الشعرية التالفة من الأذن الداخلية.
تُشتق الخلايا الشعرية ومعظم الخلايا الداعمة من الأديم الظاهر. تشمل الأنواع الرئيسية للخلايا الداعمة خلايا هنسن وخلايا دايترز وخلايا كلوديوس والخلايا السلامية الداخلية والخلايا العمودية الداخلية والخارجية. تشكل خلايا هنسن وخلايا دايترز والخلايا الشعرية الخارجية النفق الخارجي وهي مسؤولة بشكل أساسي عن السماح للخلايا الشعرية بالعمل. خلايا هنسن عمودية الشكل، وتحتوي على الكثير من الجسيمات البلعمية في هيولاها، بالإضافة إلى قطيرات دهنية ترتبط بمدى تعصيبها. ترتبط خلايا دايترز بالخلايا الشعرية الخارجية. ولهذه الخلايا سلاميات تمتد لتشكيل موصلات محكمة مع الخلايا الشعرية الخارجية القريبة. بما أن خلايا دايترز تتفاعل مع الخلايا الشعرية الخارجية، فإنها تلعب دورًا رئيسًا في تنسيق التبدلات والقوة الميكانيكية بين الخلايا الشعرية الخارجية.

## فقدان الخلايا الشعرية
الخلايا الشعرية حساسة للغاية وتتلف بسهولة فيحدث الموت الخلوي فيها. يمكن أن تتلف الخلايا الداعمة ولكنها عادة أكثر مرونة من الخلايا الشعرية. تموت الخلايا الشعرية بسبب الشيخوخة والإفراط في التحفيز السمعي والأذيات الأخرى. التعرض للمواد السامة للأذن، مثل المضادات الحيوية من فئة أمينوغليكوزيد وسيسبلاتين سبب مهم لموت الخلايا الشعرية. تجدد الخلايا الشعرية لدى الثدييات محدود للغاية، لذا لا يمكن استعادة السمع بعد فقدانه وبالتالي فإن تجدد الخلايا الشعرية هدف علاجي. توجد أيضًا أمراض وراثية يمكن أن تسبب موت الخلايا الشعرية مثل تكون العظم الناقص.

## تجدد الخلايا الشعرية

### اللاسلويات
ظهر تجدد الخلايا الشعرية في الأذن الداخلية (المستقبلات الميكانيكية) في جميع الفقاريات غير الثديية التي دُرست، ما يعني أن الفقاريات الدُنيا قادرة على التعافي من الصمم الناتج عن فقدان الخلايا الشعرية. يؤدي فقدان الخلايا الشعرية إلى دخول الخلايا الداعمة في دورة الانقسام الخلوي من جديد. تؤدي الانقسامات الخلوية (المتساوية) للخلايا الداعمة التي كانت في طور الراحة في الظهارة الحسية للقوقعة إلى ظهور كل من الخلايا الشعرية الجديدة والخلايا الداعمة. في بعض الحالات، تتحول الخلايا الداعمة المتكاثرة مباشرة إلى خلايا شعرية جديدة، ما يؤدي إلى استعادة السمع. يحدث التمايز المباشر عندما تتحول الخلايا الداعمة المجاورة إلى خلايا شعرية دون انقسام خلوي. يُحتفظ بظهارة الأذن الداخلية الحسية بشكل كبير (الوراثة المحافظة) في جميع الفقاريات. يمكن أن تؤدي دراسة هذه الفقاريات غير الثديية إلى فهم أفضل لتجدد الخلايا الشعرية.

#### الدانيو المخطط
قد تكون دراسة آليات تجدد الخلايا الشعرية عند أسماك الدانيو المخطط البالغة مفيدة في فهم تجدد الخلايا الشعرية لدى الثدييات. يشبه الهيكل الأساسي للأذن الداخلية ووظيفتها عند هذه السمكة ما هو موجود لدى الفقاريات الأخرى. تمتلك الثدييات جينات موجودة أيضًا لدى أسماك الدانيو المخطط ولها دور معروف في بنية الأذن الداخلية ووظيفتها. في الدانيو المخطط، ثبت تجدد الخلايا الشعرية عفويًا وبعد التعرض للضرر. حُدد المسار Stat3/SOCS3 باعتباره مفتاح تعزيز تجدد الخلايا الشعرية من خلال تنشيط الخلايا الجذعية وانقسام الخلايا والتمايز.

### الطيور
تتمتع أنواع الطيور، على عكس الثدييات، بقدرة كبيرة على تجديد الخلايا الشعرية انطلاقًا من الخلايا الداعمة المحيطة. هناك آليتان محددتان مسؤولتان عن ذلك. في الآلية الأولى، تدخل الخلايا الداعمة في الدورة الانقسامية الخلوية من جديد لتكوين خلايا شعرية جديدة. الآلية الثانية هي التمايز المباشر للخلايا الداعمة إلى خلايا شعرية، وتحدث عن طريق ظهور تغيرات في التعبير الجيني للخلايا الداعمة. هاتان الآليتان متميزتان وتُنظمان بطرق مختلفة باختلاف الأنماط المكانية والزمانية. تظل الخلايا الشعرية لدى الطيور في طور الراحة حتى قبل الفقس، ما يعني أنها لا تتكاثر. تتجدد الخلايا الشعرية فقط بعد التلف. ويحدث التجدد عند صغار الطيور بعد ثلاثة أيام فقط من حدوث الضرر، وتتعافى الخلايا الشعرية تمامًا في غضون 30 يومًا. تبدأ الخلايا الداعمة في التكاثر وتشكيل الخلايا الشعرية في غضون 18-24 ساعة بعد التلف، وتبلغ هذه العملية ذروتها خلال 2-3 أيام. لم تُحدد الخلايا الداعمة التي تشكل الخلايا الشعرية الجديدة في الطيور وما إذا كان هناك نوع من الخلايا السلفية المسؤولة، إلا أن هذا النموذج من التجدد واعد بسبب إمكانية الاستفادة منه عند البشر.

### الثدييات

#### الفأر
في الفأر البالغ، لا يحدث التجدد في الخلايا الشعرية. تستطيع قوقعة الفأر الوليد بدرجة محدودة تجديد الخلايا الشعرية التالفة أو المفقودة. يمكن أن تُرمّم الخلايا الشعرية من خلال التمايز المباشر أو التجدد الانقسامي. يحدث التجدد الانقسامي عن طريق انقسام الخلية الداعمة إلى خليتين، تصبح إحداهما داعمة والأخرى شعرية أو تصبح كلاهما خليتان شعريتان. عند الفأر الوليد، يحدث التجدد الانقسامي والتمايز المباشر. يمكن أن تصبح الخلايا الداعمة المتكاثرة خلايا الشعرية من خلال التجدد الانقسامي. تتكاثر الخلايا الداعمة عند الفئران الوليدة بعد موت الخلايا الشعرية وبذلك تجدد الخلايا الشعرية بعد التلف.
قوقعة الأذن لدى الفأر الوليد مقاومة لتلف الخلايا الشعرية الناجم عن التعرض للضوضاء أو الأدوية السامة للأذن أو العصب السمعي. تبقى هذه القدرة على التجدد موجودة حتى انتهاء الأسبوع الأول بعد الولادة. أما عند زراعة الخلايا، تحتفظ الخلايا الداعمة المأخوذة من فأر وليد بالقدرة على التكاثر والتمايز.